# Rocas Hermanos
Las rocas Hermanos (en inglés: Brothers Rocks) son un grupo de rocas ubicadas en aguas de la bahía Cordelia, a unos cinco kilómetros al nornoroeste de la isla Saunders de las islas Sandwich del Sur. Se trata de dos islotes rocosos libres de nieve y unidos a media altura, alcanzando su máxima elevación los 21 metros sobre el nivel del mar.
La Dirección de Sistemas de Información Geográfica de la provincia de Tierra del Fuego cita las rocas en las coordenadas 57°40′09″S 26°31′56″O / -57.66917, -26.53222.
En la roca más septentrional se ubica uno de los puntos que determinan las líneas de base de la República Argentina, a partir de las cuales se miden los espacios marítimos que rodean al archipiélago.

## Historia
Fue cartografiada en 1930 por el personal británico de Investigaciones Discovery a bordo del RRS Discovery II. El topónimo luego fue traducido al castellano.
Los islotes nunca fueron habitados ni ocupados, y como el resto de las Sandwich del Sur son reclamados por el Reino Unido que la hace parte del territorio británico de ultramar de las Islas Georgias del Sur y Sandwich del Sur, y por la República Argentina, que la hace parte del departamento Islas del Atlántico Sur dentro de la provincia de Tierra del Fuego, Antártida e Islas del Atlántico Sur.